# 中國夢

「中國夢」街邊宣傳文宣

「中國夢」室內宣傳文宣

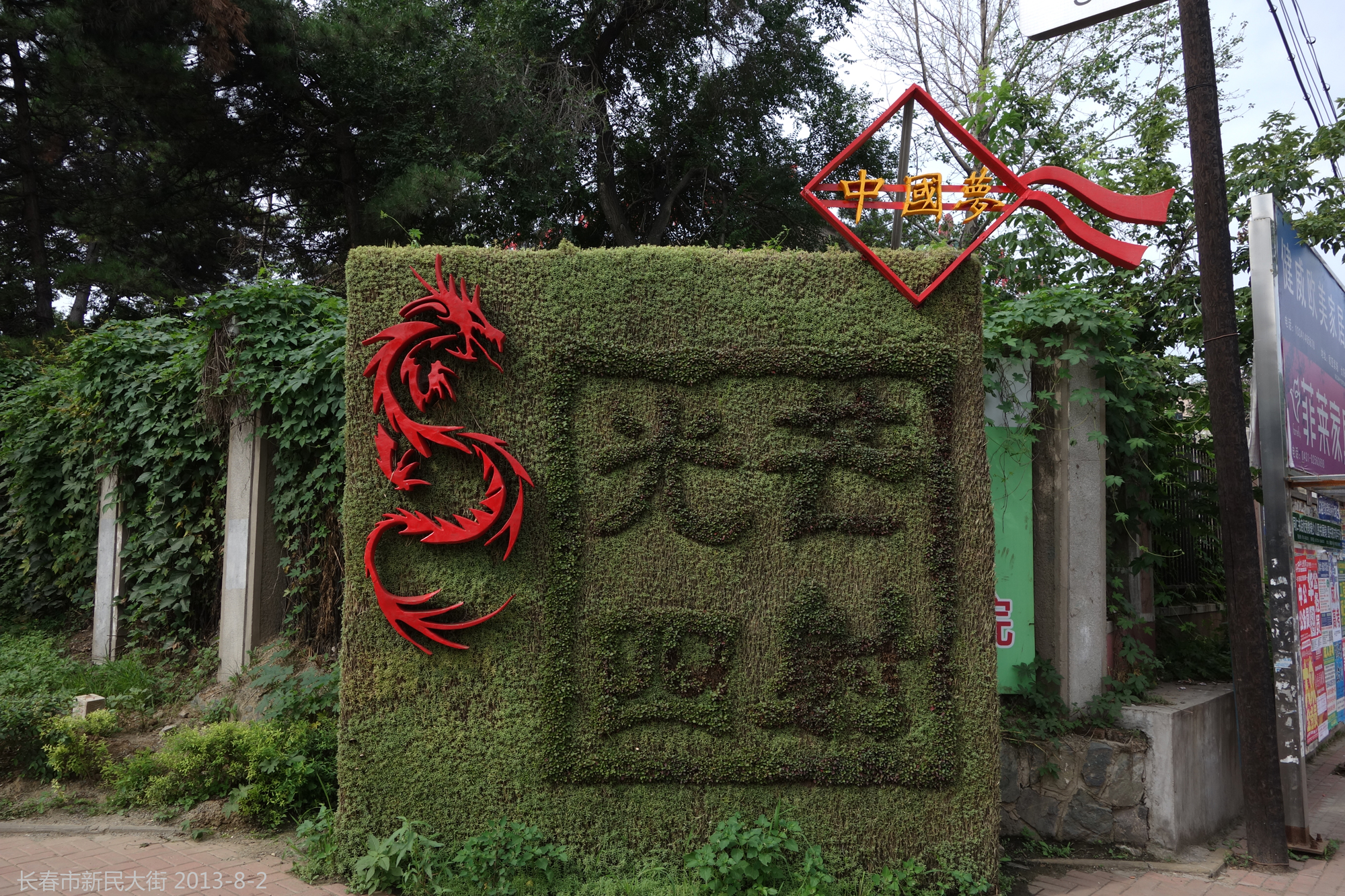
長春街頭的中国梦主題園藝

中国梦是习近平自2012年就任中共中央总书记以来，提出的治国口号之一，即实现中华民族伟大复兴。

## 提出与内容
2012年11月15日，习近平在中共十八届一中全会上当选中共中央总书记和中共中央军委主席，成为第五代最高领导人。
2012年11月29日，习近平在带领一众中共中央政治局常委参观中国国家博物馆“复兴之路”的展览后发表讲话。习近平将中国梦定义为“实现中华民族伟大复兴”。
2013年3月17日，习近平在接任中国国家主席后的讲话中九次提到“中国梦”，并对“中国梦”的概念进行了进一步解释：“中国梦就是要实现国家富强、民族振兴、人民幸福；实现中国梦必须走中国道路、弘扬中国精神、凝聚中国力量”。
2017年10月18日，习近平在中共十九大报告中将“中国梦”的概念拓展为“两个一百年”的目标，即到2021年中共建党100周年和2049年中共建政100周年时，逐步并最终顺利实现中华民族的伟大复兴，具体表现是国家富强、民族振兴、人民幸福，实现途径是走中国特色的社会主义道路、坚持中国特色社会主义理论体系、弘扬民族精神、凝聚中国力量，实施手段是政治、经济、文化、社会、生态文明五位一体建设。
 

## 相關內容

### 一帶一路
中國為世界第二大經濟體，一带一路由习近平於2013年9月和10月分別提出的經濟合作概念，屬於跨國經濟帶。國務院總理李克強在亚洲和欧洲訪問時進一步推廣，並寫進總理政府工作报告中，成為中华人民共和国對外的主要經濟戰略。目前有60国家和国际组织响应一带一路。
2015年12月25日亚洲基础设施投资银行由57國成立，作為推廣一帶一路的平台。
2017年5月，第一届“一带一路国际合作高峰论坛”在北京成功举办。这是中華人民共和國成立以来由中国首倡和主办的层级最高、规模最大的多边外交平台。
2018年11月17日，习近平出席在巴布亚新几内亚莫尔兹比港举行的亚太经合组织工商领导人峰会并发表题为《同舟共济创造美好未来》的主旨演讲。他说中国在实现自身发展的同时，将为世界各国共同繁荣作出更大贡献。共建“一带一路”是中国同世界共享机遇、共谋发展的阳光大道。又表示中国将于明年4月在北京举办第二届“一带一路”国际合作高峰论坛。

### 司法公正
英国《经济学人》杂志称，习近平的“中国梦”最重要的测试将是他对法治的态度，好的梦想需要几个元素：健全的经济、幸福的人民，及消减专断势力后的真正实力。
4月26日，在提升司法公信力专家学者座谈会上，最高人民法院院长周强强调，推進依法治国方略是实现中华民族伟大复兴的重要部分。2015年下半年起推行人民陪审员改革，由組織推薦改為隨機選拔，先由北京開始試點，先由當地中院案件管轄範圍內考核列出數千名符合教育、職業、專長、學歷、政治等條件的優選者再詢問本人意見後海選出數百人，再抽籤一百多人任命，每一案件的數位陪審員則由被告人抽籤選出。此次改革通過加大陪审员人數和陪审制案件數量降低法官判案的隨意性，免除以往的弊端，同時又用非組織推薦的海選抽選，讓當地黨組織領導和法院組織、法官群的權力都受到制約削弱，以打擊基層的一些司法弊端。11月份中紀委公布黨員新紀律處分條例，從車票報銷到家屬婚宴的桌數、來客身分等上百項行為細節做出規定。另有大範圍限制的兩項新規即交通事故過錯即使不構成犯罪起訴依然須撤銷黨內職務，與大量身分黨員和一等親、一等親配偶不得買賣股票。
2016年後審判中心制和法官終身責任制相繼推廣，案件以審判中辯論為核心，不能單方面接受公安和檢方的報告，判決確定後法官有終身責任，日後若證明錯判將被終身追責。2017年後立案免審查制度頒布，只要前往法院起訴的案件除非有正面表列情況其餘都必須受理，禁止在立案前進行審查。

### 黨紀反腐
反腐的手段以黨紀為主，先針對有黨員身份的官員反腐。以習近平為總書記的新一屆中國共產黨中央領導集體表達懲治政治腐敗的決心，一大批違紀違法官員相繼被查辦，而由微博等網絡平台掀起的反腐風暴成為了社會新亮點，部分官員因網絡曝光檢舉其違法違紀行為而落馬。同時猎狐行動從2014開始啟動利用外交與情治手段抓捕外逃貪官及其家屬，超過千人被抓回。
同時央視節目「打铁还需自身硬」揭露了部份負責反腐的黨組織中央紀檢委本身也有收賄，但由於存在更秘密更高層的抓捕機構在監察，所以陸續一大批被清除。
2018年11月13日，“伟大的变革——庆祝改革开放40周年大型展览”在中国国家博物馆开展。在“历史巨变”主题展厅显示反腐成果，描述改革开放以来中国共产党坚决依纪依法查处各类腐败案件，严肃查办发生在领导机关和领导干部中的滥用职权、贪污贿赂、腐化堕落、失职渎职案件，有案必查、有腐必惩，以零容忍态度惩治腐败。十八届党中央批准立案审查的省军级以上党员干部及其他中管干部440人，其中包括十八届中央委员、候补委员43人，中央纪委委员9人。值得注意的是，中央政府在十八大後以集權形式進行反腐工作，打破過去以地方各級紀委為主導的模式。

### 綠能環保
打消過剩老舊鋼鐵產能三億噸(年)，解決老式鋼廠排放廢氣問題。使用各类奖补政策讓老廠有序退出，對於惡意不配合政策者依法嚴辦，同時全國加大推廣電動車和太陽能、風能、核能建設。
綠色製造防治水與空氣污染，两部委关于印发《水污染防治重点行业清洁生产技术推行方案》的通知，下列11項產業列為重點水與空氣污染查緝對象，造紙業列為榜首，因為全國水污染物的12%來自造紙，還遠高於傳統民眾觀感中的重工業和石化。
| 重點水與空氣污染查緝對象 | 重點水與空氣污染查緝對象 | 重點水與空氣污染查緝對象 | 重點水與空氣污染查緝對象 |
| ------------------------ | ------------------------ | ------------------------ | ------------------------ |
| 造纸                     | 焦化                     | 氮肥                     | 有色金属                 |
| 印染                     | 农副食品                 | 原料药                   | 制革                     |
| 农药                     | 电镀                     | 制糖                     |                          |

### 國企改革
將建立專業經理人制度、完善差異化薪資以鼓勵創新、加強國有企業資產監管，避免流失、引入民間資本進入國有企業， 选择性淘汰僵尸企业。

### 國防改革
宣布深化国防和军队改革。2015年11月的中央軍委改革會議上，中央軍委主席兼中央軍委深改組組長习近平宣布改為軍委管總、戰區主戰、軍種主建的制度，七大軍區濃縮為五大戰區，四大軍部只保留總參，其餘三功能吸收至總參和國防部。同時組建陸軍總領導機構、战略支援部队、火箭軍、五大聯勤保障中心，一體化三軍聯合作戰機制軍委和戰區都要設立聯合作戰指揮室，2020年前要達成突破進展。
2016年下半，宣布新型隱身戰略轟炸機的專案存在，中國航空發動機集團成立，打破飛機引擎無法自製的長期短版。2017年1月22日政治局召開會議決定，設立「中央军民融合发展委员会」。以政策領銜將軍民科技、國防產業、資訊經濟、未來發展，做出深度、不著痕跡的融合紮根工作，因應未來從太空、制空、反制空，到地面網絡滲透的新式戰略發展具體化。

### 人口改革
2015年底，放開建制鎮和小城市落戶限制，在縣級市市區、縣人民政府駐地鎮和其他建制鎮有合法穩定住所（含租賃）的人員，本人及其共同居住生活的配偶、未成年子女、父母等，可以在當地申請登記常住戶口。對於未能城鎮化的較偏遠农村持續開展建設新農村房舍改造補貼，鼓勵改建磚瓦老房為現代水電平房，增加生活水準，例如放牧型農村長期處於全國最落後，透過「十個全覆蓋」基礎工程予以改善。預計2020年前達成全人口脫貧困線的全面小康社會，除了官方的基礎設施建設之外更主要的施政為「扶貧到戶」政策，對剩下的7000萬赤貧人口由基層黨組織派員入戶根據家家戶戶特殊情況安排工作、安排生產活動、宣傳能申請而未申請的福利。
一胎化政策改為兩胎化，高中普及义务教育，城鄉推行大病醫保且異地報銷，打击醫院藥商間回扣现象，城鄉教育設施師資統一水準。無戶口人員寬鬆規範实施落戶。

## 实施
2013年5月6日，中共四川省委下发《中共四川省委关于全省广泛开展“实现伟大中国梦、建设美丽繁荣和谐四川”主题教育活动的意见》，省委成立中国梦学习小组，各地方政府成立中国梦办公室，同时进驻佛教寺院、道教道观等宗教场所，共同学习中国梦精神。
2017年7月1日起，中国大陆各电影院在播放电影正片前，须播放名为《我们的中国梦》“公益片”（光荣与梦想——我们的中国梦系列公益片）。该片时长3分41秒，由国家新闻出版广电总局电影局发起，32位艺人登台出演，台词选自大陆领导人、古诗词和古圣先贤语录，并由康震和周小平把关。

## 文化傳播

### 電視節目
- 2013年5月6日，湖南卫视响应中共中央总书记习近平执政思想“中国梦”制作了《我的中国梦》，稱要让全中国吹响“中国梦”号角[34]，传递荧屏正能量[35]。
- 2013年5月19日，東方衛視也順勢推出真人秀節目《中國夢之聲》（英語：Chinese Idol）。第一季由長安福特冠名。

## 社会舆论

### 中國媒体
- 《南方周末》原定2013年新年特刊主题为“中国梦，宪政梦”，遭到中共广东省委宣传部大幅度删改，改为“比任何时候都更接近梦想”，引发“南周事件”。
- 《解放軍報》刊登孙临平的专文《中国梦的自信在哪里》，提出“自信的四大位置”，即“在信仰坚守裡、在历史血脉裡、在与时俱进裡、在新风浩荡裡”，指出“中国特色社会主义信仰，我们信仰的主义，乃是宇宙的真理”。[36]
- 中共中央对外联络部研究室正局级参赞兼副主任孔根红撰文《“中国梦”的对外解读》指出：“中国梦”具有普世情怀，“中国梦”倡导富强、民主、文明、和谐，倡导自由、平等、公正、法治，倡导爱国、敬业、诚信、友善，积极培育和践行社会主义核心价值观，无疑，“中国梦”丰富了世界普世梦[37]。

### 外媒意見
- 英国广播公司認為一帶一路是中國夢的重要組成部分，[38]除了解決一些經濟和外交問題更重要是將中國文化傳播四海，同時挑戰西方式的世界治理模式[39]。
- 英国《衛報》刊登芬比（Jonathan Fenby）的专文《虎头蛇尾：今天的中国》（Tiger Head, Snake Tails: China Today）指出中国梦受到“食品安全、环境污染、经济增长放缓、教材错误”等社会问题的困扰，诸多问题，出自制度本身[40]。

### 学者评论
- 广东外语外贸大学外国语言学及应用语言学研究中心的孙毅认为，中国梦的包括两岸三地以及海外侨胞的一切中国人的梦想，这个梦想无关年龄与宗教信仰，是共同重视、建功立业的梦想[41]。
- 美国空军大学中国航空航天研究所研究主任李伊（Roderick Lee）表示，牵涉解放军极高层的2023年中国火箭军腐败案显示习近平主导10年的反腐败工作没有取得太大成果，对其造成打击[42]。
- 曾在哈佛大學、耶魯大學、普林斯頓大學擔任教授的歷史學家、中央研究院院士余英時表示不看好習近平的「中國夢」。余英時認為要中國非常強大，凌駕於世界的民族主義沒有好處，歷史上最提倡民族主義的納粹德國與大日本帝國，最後都沒有好下場，這是中國人的虛榮心作祟，又認為中共唯一能利用、有號召力的就是民族主義[43][44]。

### 民運人士
- 民運人士刘霞以中华人民共和国公民身份致公开信给习近平，指出“中国梦是要通过每一个公民来实现的，我期待中国梦不会让我们这些个体变成‘中国噩梦’。”[45]
- 海外流亡人士，前全国人大常委会办公厅研究室和中国经济体制改革研究所副研究员程晓农说：“其实准确地讲，习近平的中国梦不是老百姓的梦，而是中国统治集团的梦。他们的梦是如何保住政权，保住红二代们父辈打下的江山不会在他们这代人手里流失。”[46]